# Kunice (gromada w powiecie legnickim)
Kunice – dawna gromada, czyli najmniejsza jednostka podziału terytorialnego Polskiej Rzeczypospolitej Ludowej w latach 1954–1972.
Gromady, z gromadzkimi radami narodowymi (GRN) jako organami władzy najniższego stopnia na wsi, funkcjonowały od reformy reorganizującej administrację wiejską przeprowadzonej jesienią 1954 do momentu ich zniesienia z dniem 1 stycznia 1973, tym samym wypierając organizację gminną w latach 1954–1972.
Gromadę Kunice z siedzibą GRN w Kunicach utworzono – jako jedną z 8759 gromad na obszarze Polski – w powiecie legnickim w woj. wrocławskim, na mocy uchwały nr 18/54 WRN we Wrocławiu z dnia 2 października 1954. W skład jednostki weszły obszary dotychczasowych gromad Kunice, Piekary Wielkie i Stare Piekary ze zniesionej gminy Kunice w tymże powiecie. Dla gromady ustalono 18 członków gromadzkiej rady narodowej.
1 stycznia 1960 do gromady Kunice włączono wsie Bieniowice i Pątnów ze zniesionej gromady Bieniowice w tymże powiecie.
31 grudnia 1961 do gromady Kunice włączono wieś Spalona i przysiółek Szczytniki Małe ze zniesionej gromady Golanka Górna w tymże powiecie.
1 lipca 1968 do gromady Kunice włączono wsie Miłogostowice i Piątnica ze zniesionej gromady Rzeszotary oraz wieś Jaskowice ze zniesionej gromady Rosochata w tymże powiecie.
Gromada przetrwała do końca 1972 roku, czyli do kolejnej reformy gminnej. 1 stycznia 1973 w powiecie legnickim reaktywowano gminę Kunice.